# Club sportif de Saint-Denis
 (juillet 2017).
Si vous disposez d'ouvrages ou d'articles de référence ou si vous connaissez des sites web de qualité traitant du thème abordé ici, merci de compléter l'article en donnant les références utiles à sa vérifiabilité et en les liant à la section « Notes et références ».
Maillots
Le Club sportif Saint-Denis est un ancien club de football réunionnais, basé à Saint-Denis, et aujourd'hui disparu.

## Histoire

### Histoire du club
Fondé en 1969, il possède l'un des plus beaux palmarès des clubs de l'Ile avec 5 succès en Championnats et 8 victoires en Coupe de la Réunion.
Ses succès lui ont permis également de prendre part aux compétitions continentales africaines, grâce au partenariat entre la Fédération française et la CAF. Le club est aussi le premier club réunionnais à avoir disputé une demi-finale africaine, lors de la Coupe de la CAF 1994, perdue face au futur vainqueur, les Nigérians de Bendel Insurance (cette performance sera égalée en 1997 puis en 2000 par le SS Saint-Louisienne, à chaque fois en Coupe des Coupes).
À l'issue de la saison 1997, en raison de graves problèmes financiers, le CS Saint-Denis, pourtant champion en titre, est contraint de quitter le championnat, Il repart en quatrième division sous le nom de Saint-Denis AC (qui deviendra en 2003 le Saint-Denis FC, club qui évolue désormais en première division réunionnaise).

### Historique
- 1969 : fondation du club
- 1971 : première apparition en championnat d'honneur
- 1980 : premier titre de champion de la Réunion
- 1994 : première et unique participation à une compétition continentale, la Coupe de la CAF
- 1996 : première et unique participation à la Coupe des clubs champions
- Janvier 1998 : disparition du club (ou fusionnement avec le Saint-Denis AC)

## Palmarès
Championnat de la Réunion : (5)
- Vainqueur : 1980, 1984, 1987, 1995, 1996

Coupe de la Réunion : (8)
- Vainqueur : 1974, 1975, 1977, 1978, 1979, 1985, 1986, 1988
- Finaliste : 1970, 1982, 1983, 1989

Coupe D.O.M. : (1)
- Vainqueur : 1996

Coupe des clubs champions d'outre-mer : (1)
- Vainqueur : 1997

Coupe de la CAF :
- Demi-finaliste en 1994

## Parcours en compétitions africaines
- Coupe de la CAF 1994 : Demi-finaliste
- Coupe des clubs champions 1996 : Premier tour, éliminé par les Orlando Pirates